# Operación Elkayam
Operación Elkayam (en hebreo: מבצע אלקיים‎), también conocida como la incursión de Jan Yunis, fue una operación militar israelí que tuvo como objetivo posiciones militares egipcias en el área de Jan Yunis. La exitosa operación resultó en la destrucción de instalaciones militares egipcias, así como en la muerte de setenta y dos soldados egipcios. Hubo una muerte israelí.

## Antecedentes
La guerra árabe-israelí de 1948 resultó en una victoria israelí decisiva. Sin embargo, las naciones árabes se mantuvieron intransigentes y sólo estaban dispuestas a firmar acuerdos de armisticio con Israel. Así surgió una situación estática de “ni guerra ni paz”. Además, cientos de miles de refugiados árabes ahora acampaban junto a las porosas fronteras de Israel. Los refugiados vivían en la miseria, se les mantenía bajo la ley marcial y se les impedía obtener la ciudadanía en sus respectivos países árabes de acogida. Los gobiernos árabes, en particular Egipto, sintiendo el descontento de los refugiados, aprovecharon la oportunidad para reclutar árabes palestinos desconformes para acciones terroristas contra Israel. Al principio, las infiltraciones y transgresiones fronterizas tomaron la forma de pequeños bandidajes y robos. Sin embargo, en 1954, la inteligencia militar egipcia estaba asumiendo un papel activo proporcionando diversas formas de apoyo a la actividad terrorista de los árabes palestinos (fedayines). Después de una de esas atrocidades, Israel decidió tomar medidas decisivas contra Egipto por su patrocinio del terrorismo e inició la Operación Flecha Negra. A pesar de su éxito, la operación no puso fin al patrocinio egipcio de las incursiones terroristas y las transgresiones fronterizas de los fedayines. A finales de agosto de 1955, los ataques de fedayines patrocinados por Egipto cerca de las ciudades israelíes de Rishon LeZion y Rechovot provocaron la muerte de once israelíes. Por lo tanto, se decidió que estaba justificada una operación de mayor alcance y tamaño que cualquier otra emprendida anteriormente.

## La batalla
En la noche del 31 de agosto de 1955, los paracaidistas de la 35.ª Brigada Paracaidista de Israel se reunieron para atacar las instalaciones militares egipcias en Jan Yunis. Entre sus objetivos estaba el fuerte Tegart que albergaba una compañía de infantería y personal del cuartel general. Un segundo objetivo era la toma de un emplazamiento egipcio, cuyo nombre en código era Posición 132, que dominaba la carretera de Jan Yunis y se consideraba vital para asegurar la retirada segura de las tropas. La incursión recibió el nombre en código "Operación Elkayam", en homenaje a Saadya Elkayam, un comandante de compañía que murió en la operación Flecha Negra. A última hora de la tarde, una fuerza mecanizada liderada por el comandante Mordechai Gur partió hacia el fuerte y las instalaciones circundantes mientras las fuerzas lideradas por Rafael Eitan aseguraban la Posición 132. Otra fuerza preparó un lugar de emboscada en caso de que los egipcios decidieran enviar una columna de socorro. A las 22:45 horas, el fuerte y los emplazamientos circundantes estaban asegurados. La posición 132 había sido abandonada por los egipcios y los israelíes destruyeron los emplazamientos allí. Se colocaron cargas explosivas y el fuerte Tergart, junto con otros emplazamientos egipcios cercanos, fueron dinamitados y reducidos a escombros. Los egipcios sufrieron setenta y dos muertos. Hubo una muerte israelí.

## Secuelas
La Operación Elkayam fue la primera vez que los israelíes emplearon vehículos blindados en sus ataques de represalia. La incursión en sí fue un éxito rotundo que se refleja claramente en el recuento desequilibrado de bajas a favor de Israel. La operación llevó a los egipcios a reevaluar su patrocinio de las operaciones fedayines y condujo a un alto el fuego mediado por la ONU el 4 de septiembre  El presidente Nasser detuvo la infiltración fedayín desde la frontera egipcia, lo que provocó una pausa temporal en los ataques. Sin embargo, otras provocaciones egipcias, incluido el bloqueo del golfo de Eilat, fueron factores que condujeron a la Guerra del Sinaí y a la derrota decisiva del ejército egipcio en la península del Sinaí.